# Cephalotes frigidus
Cephalotes frigidus é uma espécie de inseto do gênero Cephalotes, pertencente à família Formicidae.